# C. J. Beathard
Pour les articles homonymes, voir Beathard.
(en) Statistiques sur pro-football-reference
Casey Jarrett Beathard, dit C. J. Beathard, né le 16 novembre 1993 à Franklin dans l'État du Tennessee, est un joueur professionnel américain de football américain. Il joue au poste de quarterback dans la National Football League (NFL).
Il a joué au niveau universitaire pendant quatre saisons pour les Hawkeyes de l'université de l'Iowa avant d'être sélectionné au troisième tour par les 49ers de San Francisco lors de la draft 2017 de la NFL.

## Biographie

### Carrière universitaire
Il rejoint l'université de l'Iowa et leur équipe des Hawkeyes en 2012. Il reçoit le statut de redshirt pour la saison 2012, puis est remplaçant lors de ses premières saisons en tant que joueur actif. 
Il est nommé titulaire à partir de la saison 2015. Invaincus en saison régulière, Beathard et les Hawkeyes perdent néanmoins le match de championnat de la Big Ten Conference contre les Spartans de Michigan State au score de 16 à 13. Il joue le Rose Bowl contre le Cardinal de Stanford, mais son équipe se fait écraser par Stanford 45 à 16.

### Carrière professionnelle
Il est sélectionné par les 49ers de San Francisco en 104e position lors du troisième tour de la draft 2017 de la NFL et est le sixième quarterback sélectionné durant cette séance. 
Il est nommé remplaçant à Brian Hoyer lors du début de la saison 2017. Il remplace Hoyer lors de la 6e semaine contre les Redskins de Washington et lance pour 245 yards et un touchdown à la passe contre une interception. Il devient par la suite le quarterback titulaire des 49ers après cette rencontre. Après trois défaites à ses trois premiers matchs comme titulaire, il mène les 49ers à leur première victoire de la saison en 10e semaine contre les Giants de New York. La semaine suivante contre les Seahawks de Seattle, il se blesse à la jambe en fin de match et est remplacé par le quarterback nouvellement acquis Jimmy Garoppolo. Bien qu'il ait évité une blessure sérieuse, les 49ers nomment tout de même Garoppolo titulaire et Beathard passe le restant de la saison sur le banc.
Il commence la saison 2018 comme remplaçant à Jimmy Garoppolo, mais ce dernier se blesse gravement au genou lors de la 3e semaine d'activités. Désigné titulaire, Beathard joue les cinq matchs suivants avant de se blesser au poignet et d'être remplacé par Nick Mullens. Mullens étant titularisé pour le restant de la saison, Beathard n'a pas rejoué durant la saison.
Il passe la saison 2019 comme troisième quarterback de l'équipe derrière Jimmy Garoppolo et Nick Mullens. Il en est de même pour le début de la saison suivante, mais vient en renfort durant deux parties consécutives : la 4e semaine contre les Eagles de Philadelphie après des contre-performances de Mullens et la semaine suivante contre les Dolphins de Miami après que Garoppolo se soit reblessé à une cheville. Il est titularisé pour les deux derniers matchs du calendrier régulier après une blessure de Mullens.
Il signe en mars 2021 un contrat de deux ans avec les Jaguars de Jacksonville.

## Statistiques
| Année              | Équipe                 | MJ                 |         | Passes   | Passes | Passes | Passes | Passes | Passes | Passes  |       | Courses | Courses | Courses | Courses |
| Année              | Équipe                 | MJ                 | Tentées | Réussies | Pct.   | Yards  | TD     | Int.   | Éval.  | Tentées | Yards | Moy.    | TD      |         |         |
| 2017               | 49ers de San Francisco | 7                  | 224     | 123      | 54,9   | 1 430  | 4      | 6      | 69,2   | 26      | 136   | 5,2     | 3       |         |         |
| 2018               | 49ers de San Francisco | 6                  | 169     | 102      | 60,4   | 1 252  | 8      | 7      | 81,8   | 19      | 69    | 3,6     | 1       |         |         |
| 2019               | 49ers de San Francisco | 0                  | -       | -        | -      | -      | -      | -      | -      | -       | -     | -       | -       |         |         |
| 2020               | 49ers de San Francisco | 6                  | 104     | 66       | 63,5   | 787    | 6      | 0      | 105,7  | 6       | 28    | 4,7     | 0       |         |         |
| Totaux en carrière | Totaux en carrière     | Totaux en carrière | 497     | 291      | 58,6   | 3 469  | 18     | 13     | 81,1   | 51      | 233   | 4,6     | 4       |         |         |